# Venusia distrigaria
Venusia distrigaria är en fjärilsart som beskrevs av Jean Baptiste Boisduval 1833. Venusia distrigaria ingår i släktet Venusia och familjen mätare. Inga underarter finns listade i Catalogue of Life.